# 全日本農民組合連合会
座標: 北緯35度42分40.1秒 東経139度43分13.1秒 / 北緯35.711139度 東経139.720306度全日本農民組合連合会（ぜんにほんのうみんくみあいれんごうかい）とは、日本の農業組織・農業者で構成される団体の中央組織である。略称全日農。
都道府県単位の農民組合が加盟する他に個人加盟の「全日農ネット」を擁する。

## 団体概要
- 所在地　東京都新宿区西早稲田1-9-19-207[要出典]
- 機関紙　「農民新聞」（月2回刊。毎月15・25日発行）

## 沿革

### 日本農民組合の結成
1922年（大正11年）2月に日本労働総同盟系の横田晃一、杉山弥助などが日本農民総同盟を創立した。同じ年の4月9日に、日本の農民運動の画期となる日本農民組合の創立大会が、賀川豊彦、杉山元治郎、行政長蔵、古瀬伝蔵、小川渓三、岩内善作、山上武雄などを中心として神戸基督教青年会館で開かれ、69人の地方・団体代表が参加した。この時の組織人員は15支部、272人であったが翌1923年2月に開かれた第2回大会では「支部数300，組合員は1万人を数え、実数はこれに数倍している」と報告されている。
なお、1922年11月14日には、日本農民組合とは別に、労働総同盟の鈴木文治、赤松克麿、帝大新人会の荘原達、岡部完介、早大建設者同盟の和田巌、平野力三、大西俊夫、浅沼稲次郎、三宅正一、農民の須永好、名取二十郎、今井一郎、瀬沼要平、伊藤京助などを中心に農民組合が設立され、200支部、組合員数1万2千人に達したが、後に日本農民組合に加盟して、日本農民組合関東同盟会として再編された。

### 分裂
一時期（1926年－1928年）全日本農民組合同盟（全農）が分裂していった時期もあるが、その後、全日本農民組合として統合された。その後、派閥闘争やイデオロギー対立により解散・統合などを繰り返した。1932年（昭和7年）4月には、社会民衆党の分裂を機に同党の支持を取り消し、脱党派とともに国家社会主義による農民運動を標榜し始めた。第二次世界大戦直前の1940年（昭和15年）7月には日本農民組合総同盟が解散、次いで翌8月に大日本農民組合が解散した。
戦後、1946年（昭和21年）2月9日、日本農民組合が結成。その後は全国農民組合・日本農民組合 (主体性派)・日本農民組合 (統一派)が乱立、分立したが、農民組合の中央組織として1957年（昭和32年）12月に農民戦線統一協議会を結成。
1958年（昭和33年）3月24日に農民組合統一全国大会を開催し、全日本農民組合連合会（全日農）が結成され再統一を果たした。しかし、派閥抗争により1969年（昭和44年）8月の第2回全国大会まで役員選出もできず、1960年には社会党分裂に伴って社会党右派系が離脱して全国農民同盟（全農同）を結成して組織力が大きく減退した。
以降も社会党系と共産党系の潜在的な対立が続いたが、1989年（平成元年）に共産党系が農民運動全国連合会（農民連）を結成したことから、旧社会党系が全日農の主導権を握り現在に至っている。

## 主張・活動
かつては生産者米価引き上げ交渉や減反交渉・空港や高速道路・新幹線などの建設にともなう農地収用をめぐって農民団体の一つとして反対闘争を率いた。最近では、米のミニマム・アクセス廃止や環境直接支払い制度創設・農業課税や土地改良費用の軽減・農業資材価格引き下げに取り組んでいる。また、高圧送電線下農地の被害補償の獲得では環境保護団体と、出稼ぎや賃労働兼業農民の労働問題では労働組合などと協力関係にある。食料自給率引き上げを求め、産地直送や直売の拡大といった、商業者・流通業者を介さない販路の開拓も行っている。

## 政党との関係
結成当初でこそ農民運動の統一的な組織体を目標としたが、1960年に日本社会党から民主社会党が分裂すると同党に近いグループが「新農村同志会」を結成、更には全日農からも脱退して全国農民同盟を結成した。加えて1980年代から日本共産党に近いグループが独自の動きを見せ始め、1989年には農民運動全国連合会（農民連）を結成。この結果、全日農は日本社会党→民主党・社会民主党との関係が濃くなっている（ちなみに元・全日農会長の谷本巍は元社民党参議院議員を務めた）。民主党がTPP加盟を容認してからは造反組のみどりの風や生活の党を支持することもあった。
自由民主党に対しては一貫して批判的であるが、実際の活動では自民党の支持基盤の一つでもある農協系の組織と共闘することも多い。